# Исторический сквер
Исторический сквер — сквер в Екатеринбурге, разбитый в 1973 году — к 250-летию города. Расположен на месте бывшего Екатеринбургского завода, основанного в 1723 году и давшего начало городу. Большая часть бывших заводских построек была снесена в ходе реконструкции 1964—1973 годов, в сохранившихся зданиях в настоящее время располагаются несколько музеев.

## Расположение
Сквер находится в центральной части города в Ленинском районе. С севера ограничен Городским прудом, с юга — улицей Малышева. Восточная граница сквера — улица Горького, западная — улица Воеводина.

## История
Исторический сквер — это место, с которого начинался Екатеринбург. Здесь весной 1723 года по указу императора Петра I началось строительство железоделательного завода. В 1973 году состоялось открытие музейно-мемориального комплекса, приуроченное к 250-летию города. В число авторов вошли члены-корреспонденты Академии Художеств Советского Союза и архитекторы города: Н. С. Алфёров, В. А. Пискунов, Л. П. Винокурова, Г. И. Дубровин, А. Э. Коротковский, А. В. Овечкин.
Общая площадь сквера составляет 8 га. При планировке учитывались особенности местности. На левом берегу Исети была построена музейная зона, на правом берегу — мемориальная. В музейную зону входят сохранившиеся исторические здания: ворота, фрагменты ограды на верхней террасе восточной части сквера. Здесь же разместили экспозицию старинной техники XIX века Музея архитектуры и промышленной техники Урала.
В старинных постройках зданиях железоплавильного завода находятся музей изобразительных искусств и отдел природы краеведческого музея. В водонапорной башне нашлось место для музея кузнечного дела.
Мемориальная зона — это площадь, которая прилегает к подпорной стенке с барельефом. Южнее располагается «сад камней». Там в качестве образцов различных минералов продемонстрированы различные природные богатства Урала. Образцы минералов подбирал Г. Г. Китаев, горщик, правнук управляющего Верх-Исетским заводом Е. А. Китаева.
Кроме того, сохранился и памятник гидротехнического искусства. Ныне это — плотина городского пруда (или просто Плотинка).
Ныне Исторический сквер — место народных гуляний и праздников. Здесь часто проводятся зрелищные городские мероприятия. В сквере находился арт-объект — Олимпийские часы обратного отсчёта времени до Зимней Олимпиады 2014 года.

## Достопримечательности
Светомузыкальный фонтан на Исети

### Городская плотина
До настоящего времени от Екатеринбургского завода сохранилась заводская плотина, которая была возведена из бревенчатого сруба, набитым камнем и отборной глиной, имела центральный и два боковых рабочих прореза, к которым были подведены два деревянных водовода, идущих к колёсам. Плотину спроектировал плотинный мастер Невьянского завода Л. С. Злобин. В 1830-е годы плотина была расширена по проекту М. П. Малахова, а в 1886 году на ней был разбит сквер и установлены бюсты Петра I и Екатерины I (в 1917 году бюсты были сброшены в Городской пруд). 11 марта 1958 года был установлен бюст П. П. Бажова. В 1972—1973 годах плотина по проекту Ю. П. Сердюкова была снова расширена и облицована гранитом, на подпорной стенке были размещены барельефы, а по краям размещены скульптуры, символизирующие умения уральских металлургов. В 1998 году из бокового прореза был сделан проход из нижней террасы Исторического сквера на верхнюю площадку.

### Водонапорная башня
Башня была построена для обслуживания Железнодорожных мастерских в начале 90-х гг. XIX в., расположенных на месте Монетного двора и Екатеринбургской казённой механической фабрики. Нижняя, шестигранная часть водонапорной башни выполнена из гранитных блоков, угловые из которых обработаны «под шубу», а верхняя часть — деревянная из брёвен, торцы из досок, с шестигранной кровлей. Венчает это старинное сооружение фонарь. Ярусы имеют по два оконных проёма и входному проёму. Вход на верхний ярус осуществляется по наружной винтовой металлической лестнице. С 1995—2017 гг. на первом этаже башни размещалась экспозиция «Метальная лавка». После капитальной реконструкции и ремонта на первом этаже открыта кофейня и сувенирная лавка, на втором — Музей истории Плотинки и самой башни. Внутри можно видеть фрагмент оригинального металлического бака XIX в.

### Екатеринбургский музей изобразительных искусств
Также до наших дней дошло здание госпиталя (богадельни) Екатеринбургского завода, имеющее адрес улица Воеводина, 5. Каменный госпиталь состоит из четырёх корпусов (северо-восточный, северо-западный, южный, юго-западный), формирующих внутренних двор. В северо-восточной корпусе размещался сам госпиталь, в северо-западной — монетная экспедиция, в южной части — аптека, в юго-западной — пробирная лаборатория и меховая. Был также заводской острог. В 1749 году в здании впервые проходило городское театрализованное представление.
Между двух северных фасадов корпусов был расположен четырёхколонный портик с треугольным фронтоном, оформляющим вход, но в связи с реконструкцией в 1830-х годах с корпусов была удалена высокая барочная кровля, а входы и проезды получили новое оформление. В здании имеется пять входов (два с восточной стороны, два с северной и один с южной).
В 1867 году по решению городского и мещанского обществ в здании была учреждена богадельня (приют для престарелых без родственников). В 1895 году на втором этаже западной части располагалась Никольская домовая церковь, а в 1899 году по проекту архитектора Ю. О. Дютеля над церковью была возведена звонница. В настоящий момент в здании располагается Екатеринбургский музей изобразительных искусств.

### Ограды и ворота
В 1834 году вся территория Екатеринбургского монетного двора, включая часть плотины, была огорожена кирпичной стеной с чугунными решётками и вазами по верху по проекту архитектора М. П. Малахова. В 1841—1844 годах проходила также реконструкция Монетного двора по проекту архитектора К. Г. Турского, после которой появляются ворота (западные, восточные, северо-восточные, юго-восточные) с кованными железными решётками. После реконструкции в 1972—1973 годах сохранились фрагменты стен и четверо ворот.
Юго-восточные ворота были построены позже остальных ворот и являются двухчастной и симметрической композицией из двух каменных калиток и проезда между ними. Они размещены по диагонали к перекрёстку улиц и состоят из двух каменных устоев в виде ложных калиток, декор расположен только со стороны улицы, а верхняя часть имеет прямоугольный парапет с четырёхгранным газовым фонарём на узорной кованой подставке.
Остальные ворота однотипны с калиткой из сквозного арочного проёма, оформленных с обеих сторон приставными колоннами. Ворота и стены из кирпича с металлическим декором, отштукатурены и покрашены в белый цвет.

### Музей природы Урала
Корпус малых кузниц и котельной построен в 1865 году для нужд Екатеринбургской казённой механической фабрики по проекту архитектора Э. Х. Сарториуса и располагается на верхней террасе восточной границы современного Исторического сквера. Корпус является протяжённым прямоугольным зданием с металлической скатной кровлей, западный и восточный фасады которого разбиты арочными оконными проёмами, расположенными в подобных им нишах. Планировка корпуса является анфиладного типа, кирпичные стены которого опираются на деревянные стропила, а залы внутри укреплены рядами металлических колонн.
В 1991 году в здание расположился Музей природы Урала как филиал Свердловского областного краеведческого музея.

### Музей архитектуры и промышленной техники Урала
Здание цехового магазина, чертёжной и бюро механика Екатеринбургской казённой механической фабрики возведено в 1833 году по проекту архитектора М. П. Малахова, а здание сборочного и слесарного цеха с южной стороны было пристроено в 1848 году по проекту архитектора Э. Х. Сарториуса. Фасады просты с прямоугольными проёмами, без декора. Главный вход находится с северного фасада с узким вестибюлем с лестницей на второй этаж. У северного фасада имеется крыльцо, а здание покрыто двухскатной кровлей с двумя фронтонами и арочными оконными проёмами. После реконструкции в 1972—1973 годах здание было передано под Музей архитектуры и промышленной техники Урала.
Здание магазина для хранения леса и лесозаготовительное отделение построено в 1860 году по проекту архитектора Э. Х. Сарториуса. Г-образный одноэтажный комплекс зданий находится в юго-восточной части Исторического сквера. Здания магазина — одноэтажное кирпичное здание с колоннами и лопатками, помещение разделено на четыре прямоугольных части с перекрытыми лучковыми сводами, а небольшие оконные проёмы выходят во внутренний дворик. Здание лесозаготовительного отделения вытянуто и перекрыто открытыми деревянными фермами. Торцы здания с фронтонами и с арочными слуховыми окнами.
После реконструкции в 1972—1973 годах здания используется также под Музей архитектуры и промышленной техники Урала.
На территории Исторического сквера также расположены:
- 2 ротонды на южном берегу Городского пруда
- Памятник П. П. Бажову
- Памятник Д. Н. Мамину-Сибиряку
- Памятник Вильгельму де Геннину и Василию Татищеву

## Галерея
- Вид с высоты
- Вид со смотровой Высоцкого
- Панорамный вид на сквер
- «Сад камней»
- Аттракционы на набережной в 2011 году
- Модель Екатеринбургской крепости в сквере
- Капсула времени до 2073 года
- Ледовый городок сквере в 2025 году